# Катастрофа Boeing 720 под Каиром
Катастрофа Boeing 720 под Каиром — крупная авиационная катастрофа, произошедшая в четверг 20 мая 1965 года. Авиалайнер Boeing 720-040B авиакомпании Pakistan International Airlines (PIA), выполнявший рейс PK 705 по маршруту Карачи—Дахран—Каир—Женева—Лондон, рухнул на землю около аэропорта Каира. Из находившихся на его борту 127 человек (114 пассажиров и 13 членов экипажа) выжили 6.
Катастрофа рейса 705 стала крупнейшей в истории самолёта Boeing 720 и крупнейшей авиакатастрофой в Египте (на момент событий).

## Самолёт
Boeing 720-040B (заводской номер 18379, серийный 321) был выпущен в 1962 году и 19 октября совершил свой первый полёт. В ноябре того же года получил сертификат лётной годности №286 и бортовой номер AP-AMH, после чего был передан авиакомпании Pakistan International Airlines (PIA). Оснащён четырьмя турбореактивными двигателями Pratt & Whitney JT3D-3B. На день катастрофы налетал 8378 часов.

## Экипаж
Состав экипажа рейса PK 705 был таким:
- Командир воздушного судна (КВС) — 37-летний Али Ахтар Хан (англ. Ali Akhtar Khan). Налетал 13 142 часа (10 395 из них в должности КВС), 2214 из них на Boeing 707 и Boeing 720[3].
- Второй пилот — 35-летний Мохаммад Афзал Джохри (англ. Mohammad Afzal Johri). Налетал 6754 часа (3948 из них в должности КВС), 148 из них на Boeing 720.
- Штурман — 30-летний Халид Зия Лодхи (англ. Khalid Zia Lodhi). Налетал 4528 часов, 1746 из них на Boeing 720.
- Бортинженер — 29-летний Мохаммад Шафик (англ. Mohammad Shafiq). Налетал 6272 часа, 1802 из них на Boeing 720.
- Бортинженер-инструктор — М. Ясин (англ. M. Yaseen).

В салоне самолёта работали 7 бортпроводников:
- Голам Джилани Джордер (англ. Golam Jilani Joarder),
- Мохаммад Масуд Хан (англ. Mohammad Masood Khan),
- Момми Гулл Дюррани (англ. Momi Gull Durrani),
- Махмуда Ниаматуллах Байг (англ. Mahmooda Niamatullah Baig),
- Назима Сарвар (англ. Naseema Sarwar),
- Махфузул Хад Бхиян (англ. Mahfoozul Had Bhuiyan),
- Ахтар Джавед Алави (англ. Akhtar Javed Alavi).

Также в составе экипажа был флайт-менеджер Джимми С. Мирза (англ. Jimmy S. Mirza).

## Хронология событий
Boeing 720-040B борт AP-AMH выполнял регулярный пассажирский рейс PK 705 из Карачи в Лондон с промежуточными посадками в Дахране, Каире и Женеве. 
19 мая рейс 705 вылетел из аэропорта Карачи в 18:00 и вскоре благополучно прибыл в аэропорт Дахрана. В Дахране ни о каких технических проблемах экипаж не сообщал, рейс 705 готовился к дозаправке.
В 23:22 с 13 членами экипажа и 114 пассажирами на борту лайнер вылетел из Дахрана в Каир. Полёт проходил без отклонений и в 01:15 (20 мая), после прохождения на эшелоне FL360 (11 000 метров) траверза Акабы (в 363 километрах от Каира), экипаж перешёл на связь с Каирским диспетчерским центром. В 01:22 с борта самолёта доложили о начале снижения с эшелона FL360, а в 01:30 диспетчер дал указание занимать эшелон FL130 (4000 метров). Вскоре было дано указание снижаться до эшелона FL65 (2000 метров). В 01:39, когда рейс 705 проходил эшелон FL100 (3050 метров), диспетчер передал указания по выполнению захода на посадку и пока занимать эшелон FL65. В 01:40 экипаж получил разрешение выполнять заход на посадку на ВПП №34L (левая) по левой схеме, а также указание переходить на связь с диспетчерской вышкой аэропорта. В 01:45 с самолёта было доложено о начале выполнения последнего поворота, на что диспетчер дал разрешение на посадку и дал указание переходить на связь с диспетчером старта. Экипаж перешёл на связь с диспетчером старта и получил от него разрешение на посадку, сводку прогноза погоды и указание передать, когда будут включены посадочные фары. В 01:48:30 экипаж ответил: Подтверждаю, после чего через 20 секунд в диспетчерской по радиосвязи услышали скрежет, после чего экипаж рейса 705 на связь больше не выходил.
Снижающийся в темноте рейс PK 705 с выпущенным шасси и установленными на 20° закрылками (по другим данным закрылки в момент удара были убраны) врезался в землю в 20 километрах к югу от аэропорта Каира и полностью разрушился. Прибывшие спасатели обнаружили среди обломков 6 выживших пассажиров, все остальные 13 членов экипажа и 108 пассажиров погибли.
На момент событий эта авиакатастрофа стала самой крупной в истории Египта (в настоящее время — вторая, после катастрофы A321 над Синайским полуостровом, 224 погибших). Также это крупнейшая катастрофа в истории самолёта Boeing 720.

## Расследование
Согласно заключению комиссии, катастрофа произошла вследствие того, что экипаж не поддерживал необходимую безопасную высоту, снизившись под неё, пока не врезался в землю. Причина, по которой происходило это снижение, официально не была установлена.